# Эгейско-македонские говоры
Эге́йско-македо́нские го́воры (также славяномакедонские говоры) — говоры македонских славян, распространённые на территории северной части Греции в исторической области Эгейская Македония.
Бо́льшая часть этих говоров относится к македонскому диалектному ареалу, восточные эгейско-македонские говоры нередко включают в болгарский диалектный ареал. В Болгарии все эгейско-македонские говоры считаются продолжением болгарского языка. В Греции носителей эгейско-македонских говоров считают двуязычными греками, владеющими как греческим языком, так и «славянским диалектом». Число носителей оценивается различно — от 10 000 до 200 000 говорящих. Значительная их часть двуязычна — помимо македонских говоров владеют также греческим языком.
Эгейско-македонские говоры не представляют диалектного единства, они объединены только лишь по географическому принципу. По языковым особенностям западные эгейско-македонские говоры относятся к ареалу западномакедонского диалекта, а восточные говоры — к ареалу восточномакедонского диалекта. В области лексики для эгейско-македонских говоров характерно большее число греческих заимствований, чем в македонских и болгарских говорах, распространённых на территории Болгарии и Республики Северная Македония.
В 1953 году эгейско-македонские говоры были кодифицированы специальной грамматикой. На созданной литературной норме в разных странах издавались периодика и книги. В настоящее время эта норма не функционирует.

## Вопросы классификации

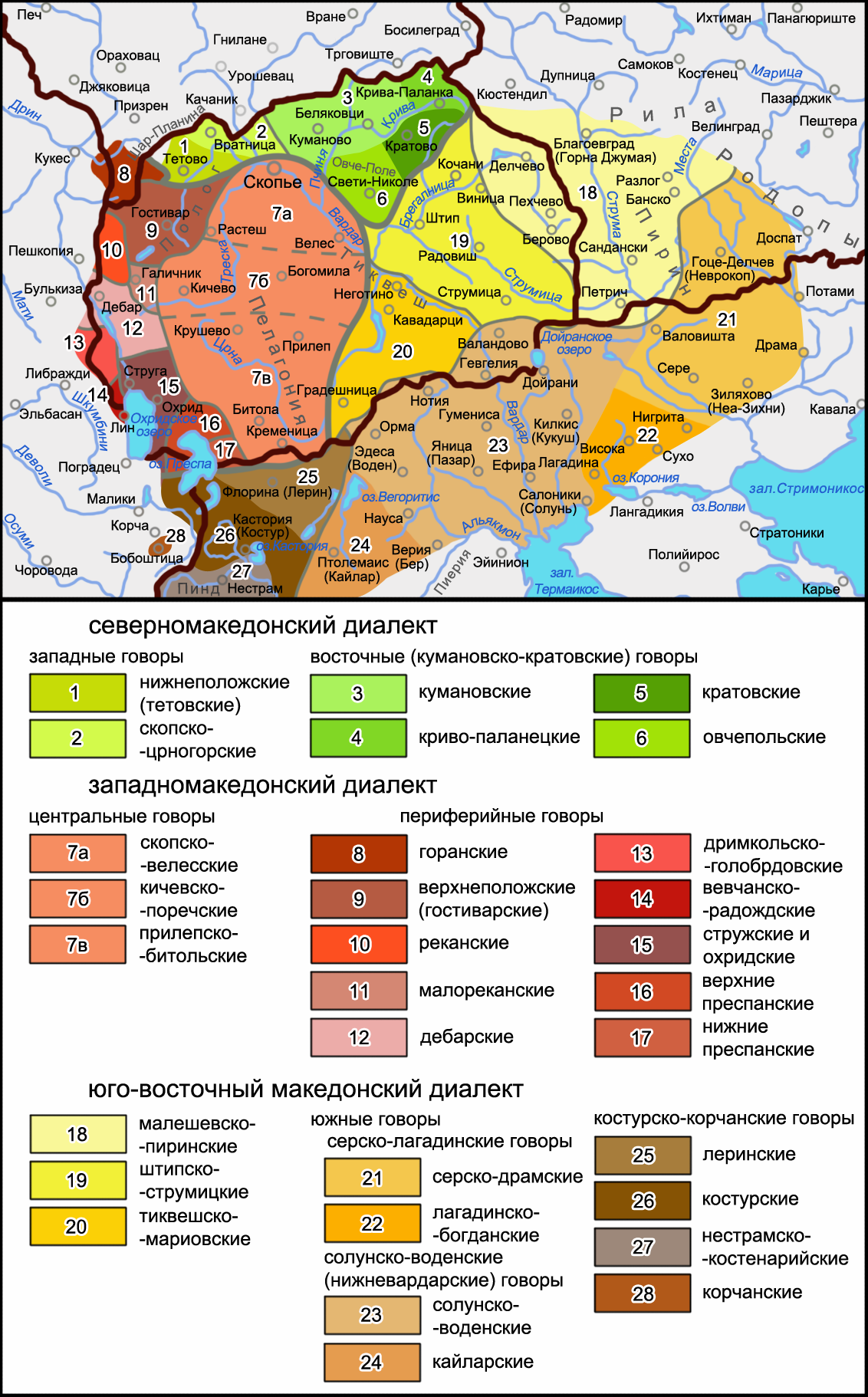
Ареал эгейско-македонских говоров на карте македонских диалектов

Эгейско-македонские говоры не являются однородными. В классификации, основанной на работах Б. Видоески и Б. Конески (опубликована в издании «The Slavonic Languages», 1993), восточный эгейско-македонский ареал отнесён к восточномакедонской диалектной группе, а западный — соответственно, к западномакедонской диалектной группе. В число восточных включены нижневардарские (солунско-воденские) и драмско-серские (серско-неврокопские, серско-лагадинские) говоры, в число западных — говоры охридско-преспанской группы (бо́льшая часть нижнепреспанских говоров и юго-восточная часть ареала охридско-стружских говоров), южная часть западно-центральных говоров в окрестностях города Флорина, а также нестрамские и костурские говоры костурско-корчанской группы.
Нередко восточную часть эгейско-македонских говоров (драмско-серские говоры — в окрестностях Драмы, Серре, Лагадины и Неврокопа) включают в болгарский диалектный ареал. Западные и восточные македонские говоры разделяет пучок из более, чем 35 изоглосс, проходящий широкой полосой по территориям Республики Северная Македония и Греции. В связи с этим некоторые западные эгейско-македонские говоры (преспанские и корчанско-костурско-леринские), размещённые в пределах этого пучка изоглосс, могут рассматриваться как переходные говоры между западной и восточной диалектными группами.
В традиции болгарского языкознания македонские говоры как в Болгарии, так и в Греции, в Албании и в самой Северной Македонии относят к болгарскому языковому ареалу. Согласно диалектологической карте болгарского языка, серские и драмские говоры, а также солунские говоры, выделяемые отдельно из солунско-воденского ареала, относятся к западнорупским говорам восточноболгарской диалектной группы; остальная часть солунско-воденского ареала, в которой выделяются гевгелийские и кукушско-воденские говоры, относится к не-а-говорам (периферийным говорам) юго-западной подгруппы западноболгарской диалектной группы. В состав периферийного ареала юго-западной подгруппы включаются также костурские говоры. В леринских говорах отмечается широкое распространение диалектных черт как периферийных, так и центральных юго-западных говоров.
Согласно классификации А. Д. Дуличенко, литературная норма на базе эгейско-македонских говоров, развивавшаяся в середине XX века, относится к так называемым славянским микроязыкам, или малым славянским литературным языкам.

## Социолингвистические сведения

Расселение славянского и других этнических меньшинств в Греции, до Второй мировой войны

В Греции до 1980-х годов македонский язык был запрещён. В настоящее время этот запрет снят, тем не менее, официально македонский язык не признан. В Греции македонцев называют «славянофонами», а язык — «славянским диалектом» (греч. Σλαβικά διάλεκτος). Термин «македонский» в Греции может употребляться только по отношению к греческим говорам Македонии или к древнемакедонскому языку. Несмотря на официально снятый запрет, курсы македонского языка в ряде городов северной Греции, по сообщениям в СМИ Северной Македонии, не афишируются или проводятся полулегально из опасений, что власти станут препятствовать проведению данных занятий.
Сфера употребления эгейского-македонских говоров — это устное бытовое общение главным образом сельского населения, численность которого постоянно уменьшается, так как славяне-македонцы всё чаще переходят с родного языка на более престижный греческий язык. В то же время эгейского-македонские говоры сравнительно устойчиво сохраняются вблизи македонско-греческой границы.
В целом доминирует греко-славянское двуязычие, в некоторых районах встречается также трёхъязычие с участием арумынского языка.
По мнению А. Д. Дуличенко, культурные связи эгейских македонцев с Республикой Северная Македония и языковое влияние македонского литературного языка на говоры Эгейской Македонии являются очень низкими.

## Ареал и численность
Основные районы, которые населяют славяне-македонцы в Эгейской Греции — это прежде всего номы в административной области (периферии) Центральная Македония: Пелла, Фессалоники, частично Килкис (южная часть), Иматия (северная часть), Серре (несколько сёл); в периферии Западная Македония: Флорина, Кастория, частично Козани (северо-западная часть); в периферии Эпир: Янина (несколько сёл).
Достоверные данные о численности носителей эгейско-македонских говоров отсутствуют, поскольку в проводимых в Греции переписях населения не учитывают язык и национальность. Приблизительное количество говорящих, по разным источникам, в 2000-х годах было от 10 000 до 200 000:
- 10 000—50 000 (по данным Доклада о положении с правами человека в странах мира 2001 года)[22];
- 80 000—120 000 (по данным немецкого лингвиста Х. Хаарманна, 2002)[23];
- до 200 000 (согласно оценочным данным из статьи «Македонский язык» в издании «Языки мира. Славянские языки» 2005 года)[18].

По некоторым данным, до Балканских войн численность славян в Эгейской Македонии составляла 350 000 человек, включая около 41 000 славян-мусульман. С 1946 по 1949 годы из-за гражданской войны в Греции около 40 000 македонцев вместе с десятками тысяч греков, арумын и других групп населения Эгейской Македонии эмигрировали в страны Восточной Европы (в Албанию, Румынию, Венгрию, Чехословакию, Польшу) и в Советский Союз (в Узбекистан). Часть эгейских македонцев уехала в Австралию, в США и Канаду. Согласно переписи 1951 года в Греции осталось 250 000 «славяноязычных греков». В 1970-е годы наблюдалось возвращение македонцев из эмиграции на историческую родину, часть из македонцев возвращалась не в греческую, а в югославскую Македонию.

## Письменность и проект литературного языка
Первыми письменными текстами на славянских говорах эгейско-македонского ареала были религиозные тексты середины XIX века, записанные греческим алфавитом, плохо пригодным для передачи славянской фонетики. В начале XX века предпринималась попытка создать литературную норму на основе говоров района Флорина с использованием латинского алфавита с диакритическими знаками (Abecedar 1925 года).

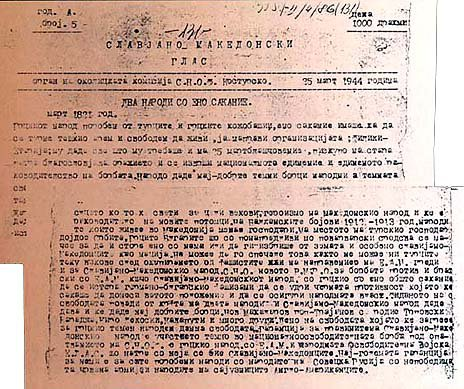
Газета «Славјано-Македонски Глас»

Первым печатным изданием эгейских македонцев была газета «Црвена Ѕвезда», она издавалась в 1942—1943 годах на солунско-воденских говорах с использованием греческого алфавита. Затем появились такие издания, как «Единство», «Славјано-Македонски Глас», «Непокорен», «Нова Македонка», «Слобода», «Победа», «Преспански Глас», «Искра», «Стражар». Печатные органы Славяномакедонского народно-освободительного фронта, издавались с 1943 по 1944 («Славјано-Македонски Глас») и с 1947 по 1949 годы («Непокорен») на основе флоринских (леринских) говоров с использованием болгарского варианта кириллицы. Во время гражданской войны в Греции издавались различного рода листовки, после гражданской войны издания на македонском были запрещены.
В 1990 году в период возрождения национального движения македонских славян в Греции возобновляется издание периодики на македонском языке. Первым изданием стала «Τα Μογλενά», затем «Лоза», «Зора» и «Македонико». С мая 2010 года славяно-македонской национальной партией Радуга издаётся ежемесячный журнал «Нова Зора» с тиражом 20 000 экземпляров. Издания «Задруга» и «Нова Зора» печатаются как на греческом, так и на македонском языках.
Также были созданы в Эгейской Македонии несколько радиостанций, в том числе и «Македонски Глас», но все они в разное время были закрыты.
В основу кодификации литературного эгейско-македонского языка легли говоры Кастории (Костура) и Флорины (Лерина). В число отличительных черт данного языка вошли такие особенности леринских и костурских говоров (с незначительными изменениями), как:
- гласная ъ на месте праславянской носовой *ǫ: път «путь»;
- гласная е на месте праславянской носовой *ę: десет «десять»;
- совпадение гласных и и ы и отсутствие мягкости перед и: език «язык»;
- отсутствие согласной х и переход сочетания хв > ф: хвати > фати;
- сохранение звонких согласных в конце слова и перед глухими согласными;
- наличие форм существительных мужского рода множественного числа типа градища наряду с формами типа столови, градови;
- наличие клитик в начале предложения (во едина фабрика, воло на Стоян) и т. п.), за исключением форм винительного падежа (викни го детето);
- наличие членной морфемы артикля мужского рода в форме единственного числа -о или -от: вопросо, говорот;
- вариативность при образовании числительных типа осомдесет / осомдесе «восемьдесят»;
- форма личного местоимения мужского рода 3-го лица единственного числа дательного падежа му может применяться для всех родов и для множественного числа;
- форма личного местоимения женского рода 3-го лица единственного числа винительного падежа — а;
- форма личного местоимения 3-го лица множественного числа винительного падежа — и;
- категория времени в глаголе выражена многочисленными формами: стоям (настоящее время), писав (имперфект), имам писано (перфект II);
- образование будущего времени с использованием частицы ке: ке читам «буду читать» и т. д.

Всего авторы кодификации отметили в общей сложности 36 характерных языковых черт. Лексика эгейско-македонской языковой нормы содержала большое число грецизмов.